# イルマ・サンチェス
イルマ・サンチェス・マンソ（Irma Sanchez Manzo、1987年12月6日 - ）は、メキシコのプロボクサー。グアダラハラ出身。初代IBF女子世界ライトフライ級王者。元WBA女子世界フライ級暫定王者。2階級制覇王者。

## 来歴
2006年8月19日、グアダラハラでイネス・ゴンザレスとデビュー戦を行い、4回KO勝ちを収めデビュー戦を白星で飾った。
2007年5月11日、グアダラハラでマガリー・アバロスと対戦し、プロ初黒星となる0-3の判定負けを喫した。
2008年8月2日、サポパンでスザンナ・バスケスとメキシコ女子スーパーフライ級王座決定戦を行ったが、2回に偶然のバッティングでカットしたバスケスの傷口が酷く試合続行が不可能となり引き分けた為、王座獲得に失敗した。
2008年10月17日、グアダラハラでルシア・アバロスとWBC女子インターナショナルスーパーフライ級王座決定戦を行い、3-0の判定勝ちを収め王座を獲得した。
2009年6月5日、マリアナ・フアレスとWBC女子世界フライ級暫定王座決定戦を行い、0-3の判定負けを喫し王座獲得に失敗した。
2009年8月8日、サポパンでWBC女子世界スーパーフライ級ユース王座を決定戦でルシア・アバロスと対戦し、3-0の判定勝ちを収めインターナショナル王座初防衛、ユース王座獲得に成功した。
2009年10月16日、ラパスでスザンナ・モラレスとNABF女子北米並びにWBC女子世界フライ級ユース王座決定戦を行い、7回10秒、モラレスの棄権により両王座獲得に成功した。
2010年2月13日、ロス・カボスでカニター・ゴーキャットジムと対戦し、3-0の判定勝ちを収め2度目の防衛に成功した。
2010年7月10日、グアダラハラでソレダド・マセドとWBC女子世界ライトフライ級シルバー王座決定戦を行い、3-0の判定勝ちを収め王座獲得に成功した。
2010年10月2日、グアダラハラでWBC女子世界ライトフライ級王者富樫直美と対戦したが、0-3の判定負けを喫し王座獲得に失敗した。
2011年1月22日、ネサワルコヨトルでカティア・グティエレスとIBF女子世界ライトフライ級初代王座決定戦を行い、3-0の判定勝ちを収め王座獲得に成功した。
2011年4月16日、ボカ・デル・リオでジェシカ・チャベスと対戦し、1-2の判定負けを喫し初防衛に失敗、王座から陥落した。
2011年7月23日、グアダラハラでカルロタ・サントスとWBF女子世界フライ級初代王座決定戦を行い、7回1秒、サントスの棄権により王座獲得に成功した。
2012年1月4日、グアダラハラでファープランタン・ルークサイコンディンと対戦し、2回1分27秒TKO勝ちを収め2度目の防衛に成功した。
2012年9月22日、グアダラハラでカリーナ・モレノと対戦し、3-0の判定勝ちを収め4度目の防衛に成功した。
2013年2月23日、シワタネホでジェシカ・チャベスとWBC女子世界ライトフライ級シルバー王座決定戦を行い、0-3の判定負けを喫し王座獲得に失敗した。
2017年10月14日、グアダラでラブレンダ・ラモスとWBA女子世界フライ級暫定王座決定戦を行い、2-1の判定勝ちを収め王座を獲得、2階級制覇を果たした。
2018年9月14日、日本のリングに初登場。後楽園ホールでWBA女子世界フライ級王者の藤岡奈穂子と団体内王座統一戦を行うも、0-3の判定負けを喫し王座統一に失敗、サンチェスの暫定王座は藤岡の正規王座に吸収される形で消滅した。

## 戦績
- プロボクシング: 39戦 30勝(8KO) 8敗 1分

## 獲得タイトル
- WBC女子インターナショナルスーパーフライ級王座
- WBC女子世界スーパーフライ級ユース王座
- NABF女子北米ライトフライ級王座
- WBC女子世界フライ級ユース王座
- WBC女子世界ライトフライ級シルバー王座
- 初代IBF女子世界ライトフライ級王座（防衛0）
- WBF女子世界フライ級王座
- WBA女子世界フライ級暫定王座（防衛0）